# Kogho
Kogho là một tổng thuộc  tỉnh Ganzourgou ở đông trung bộ Burkina Faso. Thủ phủ là thị xã Kogho. Theo điều tra dân số năm 1996, tổng này có tổng dân số 15.524 người..

## Các thị xã và làng xã
- Thị xã Kogho	(3 780 dân) (thủ phủ)
- Bassemkoukouri	(807 dân)
- Bendogo	(1 122 dân)
- Bissighin	(950 dân)
- Kogho-Peulh	(78 dân)
- Linonghin	(465 dân)
- Rimalga	(196 dân)
- Ronsin	(365 dân)
- Santi	(573 dân)
- Tangandogo	(564 dân)
- Tanghin	(2 209 dân)
- Tanlallé	(778 dân)
- Tensobtenga	(1 463 dân)
- Tollinghin	(1 580 dân)
- Zorgo	(594 dân)